# Artur Troppmann
Artur Troppmann (* 6. Juni 1930 in München; † 3. November 1997 ebenda) war ein deutscher Arbeiter, Schriftsteller und Redakteur.

## Leben
Troppmann arbeitete nach dem Besuch der Volksschule als Kellner, Bauarbeiter und Gummiwerker und war zeitweise ohne Beschäftigung. Ziemlich früh politisch tätig: in der Arbeiterjugendbewegung und als Volkskorrespondent. Er war Mitglied der KPD bis zu deren Verbot im Jahre 1956. In dieser Zeit war er bei der parteinahen Zeitung „Bayerisches Volksecho“ als Redakteur beschäftigt. Danach arbeitete er als Dekorateur und zuletzt in einer Seifen- und Parfümeriefabrik. Nach Erwerbsunfähigkeit infolge von zwei Herzinfarkten wurde er Arbeiterschriftsteller, Mitglied des Werkkreises Literatur der Arbeitswelt und veröffentlichte Gedichte und Bücher. Er war Mitglied im Verband deutscher Schriftstellerinnen und Schriftsteller und wohnte in München Neuhausen-Nymphenburg. Neben eigenen Büchern hat er auch Gedichte für Veröffentlichungen des Werkkreises Literatur der Arbeitswelt im Fischer-Verlag zur Verfügung gestellt.

## Veröffentlichungen
- Links und bündig – 48 Abreißkarten, 1974
- Zahltag : Werktagsgedichte, Asso-Verlag, Oberhausen 1975
- Die Leute aus dem 30er Haus [Dreissiger-Haus], Damnitz-Verlag, München 1976, ISBN 978-3-88112-039-5
- Zeit – Gedichte (Innengrafik von Jost Maxim), Damnitz Verlag, München 1978, ISBN  9783881120715
- Besichtigung – Gedichte und Fotos, Damnitz-Verlag, München 1980, ISBN 978-3-88112-116-3
- Die Bräuhansl-Gäste, Damnitz-Verlag, München 1982, ISBN 978-3-88112-144-6
- Himmel aus Stahl und Glas, Weltkreis-Verlag, Dortmund 1984, ISBN 978-3-88142-321-2
- Der Xaver, Weltkreis-Verlag, Dortmund 1986, ISBN 978-3-88142-392-2
- Rote Blume mit einem Stern. Asso-Verlag, Oberhausen 1988, ISBN 978-3-921541-19-7
- Poesie ganz unten, Arcos-Verlag, Landshut-Ergolding 1992, ISBN 978-3-9802205-7-6
- Bayrische Typen und Originale, Arcos-Verlag, Landshut-Ergolding 1992, ISBN 978-3-9802205-6-9
- Rote Liebes Lyrik, Wanderbuch-Selbstverlag, München 1994